# Кинематограф «Пате»

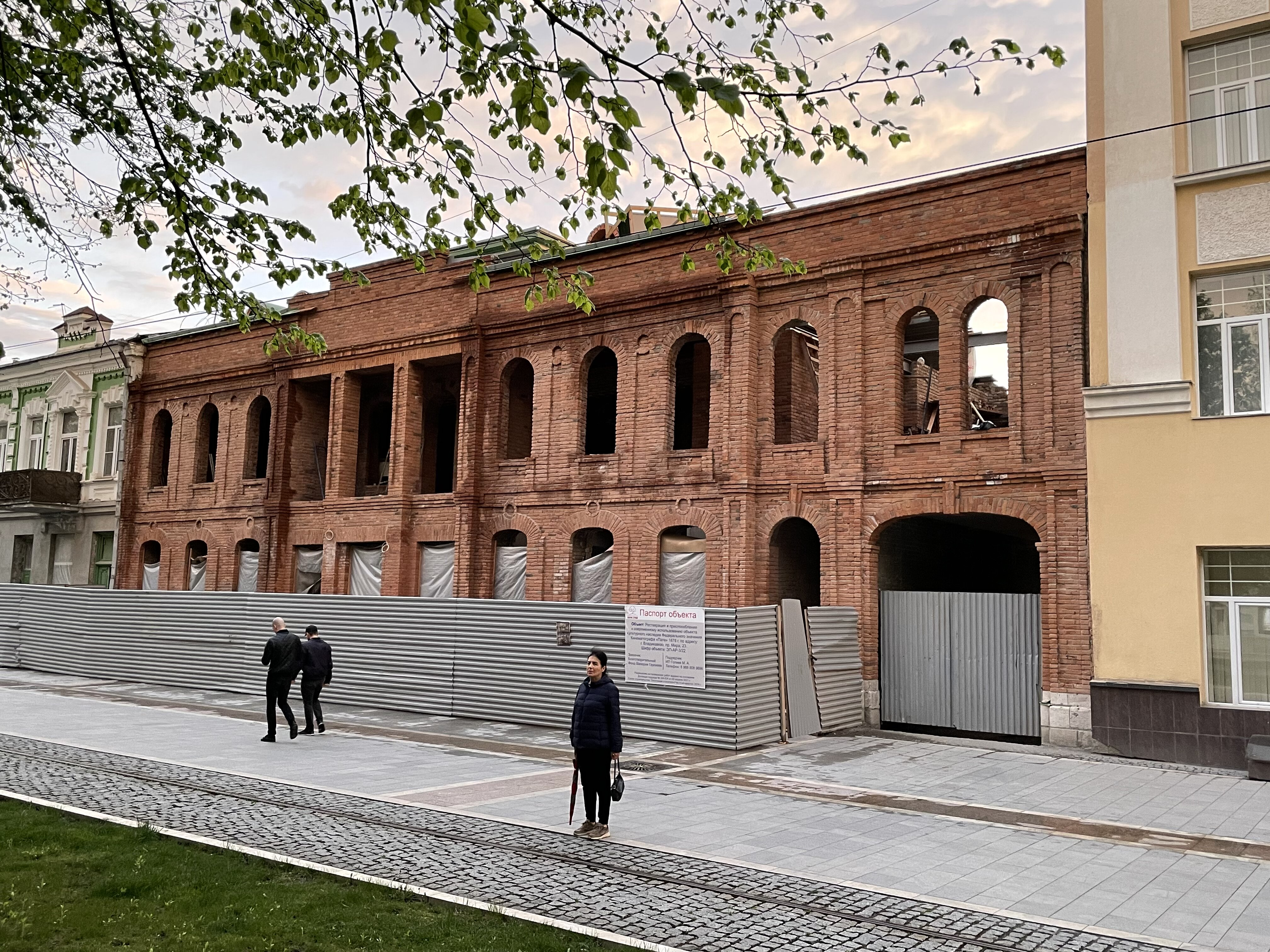
Реставрация, апрель 2024 года

Кинематограф «Пате» — памятник архитектуры во Владикавказе, Северная Осетия. Объект культурного наследия России. Находится в историческом центре города на проспекте Мира, д. 23.

## История
Здание было построено в 1878 году (по другим данным — в 1887 году). Собственником дома была Александра Аксёнова. В 1907 году во Владикавказ прибыли представители кинематографической фирмы «Братья Пате», чтобы снимать здесь фильм «Жизнь Кавказа». В этом же году домовладелица Александра Аксёнова сдала в аренду своё домовладение для обустройства в нём кинематографа. В 1911 году в связи с увеличением зрителей к зданию было пристроено дополнительное помещение под названием «Большой зал». С 1913 года в здании, кроме кинематографических картин, устраивались пьесы-миниатюры. Второй этаж здания занимала гостиница «Пате».
После Октябрьской революции кинематограф был национализирован. 14 января 1923 года кинематограф «Пате» был переименован в «Государственный кинотеатр № 2», с декабря этого же года он стал называться «Советское кино № 2». 17 июня 1931 года был переименован в кинотеатр «Горец» и 17 апреля 1935 года — в кинотеатр «Комсомолец».
В советское время кинотеатр «Комсомолец» специализировался на детских и юношеских фильмах. В кинотеатре действовали Полный и Малый залы.
Здание несколько раз сменяло собственников в наше время, в результате чего находится в неудовлетворительном состоянии: в нём провалена крыша, разрушена часть здания, где ранее располагался кинозал. В настоящее время здание принадлежит Мариинскому театру. В здании планируется произвести реставрационные работы, после которых в нём откроется Центр музыкального искусства для детей.
В октябре 2022 года началась реставрация здания на средства благотворительного «Фонда Валерия Гергиева». В сентябре 2024 года в здании был открыт культурный центр с концертным залом на 500 мест.